# Maurice Quettier
Pour les articles homonymes, voir Quettier.
Maurice Quettier, né le 20 mai 1927 à Saint-Michel (Loiret) et mort le 30 décembre 2014, est un homme politique français.

## Biographie
Il est conseiller général du canton de Limay de 1964 à 1979 et maire de Limay de 1977 à 1995.